# AEKKEA-Raab R29/30
Die AEKKEA-Raab R29/30 war ein einsitziges Schulflugzeug des griechischen Flugzeugherstellers AEKKEA-Raab aus dem Jahr 1937.

## Entwicklung
Die AEKKEA-Raab R29/30 war vermutlich eine vollständige Neuentwicklung aus dem AEKKEA-Konstruktionsbüro von Georgios Pagakis. Offiziell handelte es sich bei dem Entwurf um ein einsitziges Ausbildungsflugzeug, das, nachdem die griechischen Luftstreitkräfte hieran nicht interessiert waren, an die spanisch-republikanische Luftwaffe verkauft wurde. Wahrscheinlich war das Flugzeug allerdings als Jagdflugzeug vorgesehen.
Ein Prototyp soll 1937 in Athen gefertigt und geflogen worden sein. Die Baugruppen für die Serienfertigung wurden in den AEKKEA-Werkstätten im Pyrkal-Werk in Athen hergestellt und nach Spanien verschifft. Die Endmontage erfolgte im spanischen AEKKEA-Zweigwerk in Sabadell.
In Spanien wurden 20 AEKKEA-Raab R29/30 montiert. Die Auslieferung der Fairchild-Motore aus den USA nach Griechenland verzögerte sich auf Grund des Handelsembargos gegen Spanien. Sie wurden erst 1939 freigegeben. Inzwischen war das spanische AEKKEA-Werk durch die republikanische Regierung wegen Spionageverdachts geschlossen worden. Die unfertigen AEKKEA-Raab R29/30 wurden einer sowjetischen Beraterkommission übergeben, die die Flugzeuge in die Sowjetunion abtransportieren lassen wollte. Ob es hierzu kam, ist nicht belegbar.
Möglicherweise wurde die AEKKEA-Raab R29/30 auch in Österreich über die Julius Pintsch AG der österreichischen Luftwaffe angeboten. Zumindest fanden aerodynamische Untersuchungen eines griechischen Flugzeugentwurfs am Lehrstuhl für Luftschifffahrt von Richard Katzmayr 1936 statt.

## Konstruktion
Der einsitzige Hochdecker mit festem Fahrwerk und Schleifsporn wurde in Gemischtbauweise mit Rumpf aus Elektronlegierung und Holztragflächen ausgeführt. Als Antrieb kam ein 210/300 PS Fairchild Ranger V770 zum Einsatz.